# ウチのどうぶつえん
『ウチのどうぶつえん』は、NHK Eテレで2020年5月9日から2022年3月29日に不定期で放送され、2022年4月29日からレギュラー放送されている教養番組。

## 概要

### 特番時代
2020年5月9日から2020年8月29日までに不定期で「スゴモリどうぶつえん」のタイトルで新型コロナウイルスの影響でなかなか訪れることが難しくなった動物園と水族館の動物の様子を伝える番組として放送。その後2020年11月15日に「ウチのどうぶつえん」と改題し2022年3月29日まで不定期に放送した。

### レギュラー時代
2022年4月29日からレギュラー放送されることが発表された。レギュラー放送では、毎回テーマを設けて飼育員の撮影した映像を使って動物の様子や飼育員の仕事の裏側などを伝える番組として放送している。特徴としてあえてナレーションなどはポップに表現されている。

## 出演者
森下絵理香アナウンサー
ナレーションを務める。
ウチノさん（声：中谷文彦アナウンサー）
さすらいの飼育員。動物の補足情報を教えてくれる。

## 放送時間
- 2022年度[1]
  - 本放送：最終金曜日 19:25 - 19:55
  - 再放送：最終土曜日 9:20 - 9:50
- 2023年度[2]
  - 本放送：金曜日 5:20 - 5:30 （10分版）
  - 本放送：最終金曜日 19:25 - 19:55（30分版）
  - 再放送：最終土曜日 9:30 - 10:00（30分版）
- 2024年度[3]
  - 本放送：金曜日 5:20 - 5:30 （10分版）
  - 本放送：最終金曜日 19:25 - 19:55（30分版）
  - 再放送：最終土曜日 9:30 - 10:00（30分版）